# Paramètres S
Pour les articles homonymes, voir Paramètre (homonymie) et S-matrice.
Les paramètres S (de l'anglais Scattering parameters), coefficients de diffraction ou de répartition sont utilisés en hyperfréquences, en électricité ou en électronique pour décrire le comportement électrique de réseaux électriques linéaires en fonction des signaux d'entrée.
Ces paramètres font partie d'une famille de formalismes similaires, utilisés en électronique, en physique ou en optique : les paramètres Y, les paramètres Z, les paramètres H, les paramètres T ou les paramètres ABCD. Ces formalismes diffèrent dans la mesure où les paramètres S sont définis en termes de charges adaptées ou non adaptées et pas en termes de circuits ouverts ou de courts-circuits. De plus, les quantités sont mesurées en termes de puissance.
De nombreuses propriétés électriques peuvent être exprimées en utilisant les paramètres S, comme le gain, les pertes en réflexion, le rapport d'ondes stationnaires (ROS) ou le coefficient de réflexion. Le terme « diffraction » est plus communément utilisé en optique qu'en hyperfréquences, en référence à l'effet observé lorsqu'une onde plane est incidente sur un obstacle ou un milieu diélectrique. Dans le contexte des paramètres S, le terme 'diffraction' fait référence à la façon dont les signaux appliqués sur une ligne de transmission sont modifiés lorsqu'ils rencontrent une discontinuité causée par l'insertion d'un composant électronique sur la ligne.
Bien que le formalisme des paramètres S soit applicable pour toutes les fréquences, ils sont utilisés régulièrement dans le domaine des hyperfréquences. Ces paramètres dépendent de la fréquence de mesure et peuvent être mesurés grâce à des analyseurs de réseaux. Ils sont généralement représentés sous forme matricielle et leurs manipulations obéissent aux lois de l'algèbre linéaire.

## Apparition
La première description d'un paramètre S se trouve dans la thèse de Vitold Belevitch en 1945. Le nom utilisé par Belevitch était matrice de répartition.

## Matrice S
On modélise un dispositif hyperfréquence par un ensemble de ports. Chaque port correspond à une ligne de transmission ou l'équivalent d'une ligne de transmission d'un mode propagatif d'un guide d'ondes. Le terme de 'port' a été introduit par H. A. Wheeler dans les années 1950. Lorsque plusieurs modes se propagent dans une ligne, on définit alors autant de ports que de modes propagatifs.
Les paramètres S relient les ondes incidentes avec les ondes réfléchies par les ports du dispositif. Ainsi, un dispositif hyperfréquence est décrit complètement comme il est « vu » au niveau de ses ports. Pour certains composants ou circuits, les paramètres S peuvent être calculés en utilisant des techniques analytiques d'analyse des réseaux ou bien mesurés avec analyseur de réseau. Une fois déterminés, ces paramètres S peuvent être mis sous forme matricielle. Par exemple, pour un dispositif hyperfréquence à N ports :
{\displaystyle {\begin{pmatrix}b_{1}\\\vdots \\b_{N}\end{pmatrix}}={\begin{pmatrix}S_{11}&\ldots &S_{1N}\\\vdots &&\vdots \\S_{N1}&\ldots &S_{NN}\end{pmatrix}}{\begin{pmatrix}a_{1}\\\vdots \\a_{N}\end{pmatrix}}}
Un élément spécifique de la matrice S peut être déterminé par :
{\displaystyle S_{ij}=\left.{\frac {b_{i}}{a_{j}}}\right|_{a_{k}=0\;\;pour\;\;k\neq j}}
C'est-à-dire qu'un élément {\displaystyle S_{ij}} de la matrice est déterminé en induisant une onde incidente {\displaystyle a_{j}^{+}} sur le port j et en mesurant l'onde réfléchie {\displaystyle b_{i}^{-}} sur le port i. Toutes les autres ondes incidentes sont égales à 0, c'est-à-dire que tous les ports doivent être terminés avec une charge adaptée pour éviter les réflexions.

Les paramètres {\displaystyle a_{i}} et {\displaystyle b_{i}} représentent des grandeurs complexes normalisées incidentes et réfléchies et sont parfois appelés les ondes de puissances, bien qu'elles soient en toute rigueur homogènes à des {\displaystyle {\sqrt {W}}}. Elles peuvent être exprimées en fonction des tensions et intensités mesurées sur le i-ème port, par les relations suivantes :
{\displaystyle a_{i}={\frac {V_{i}+Z_{i}I_{i}}{2{\sqrt {|\Re [Z_{i}]|}}}}\;\;\;\;\;\;\;\;b_{i}={\frac {V_{i}-Z_{i}^{*}I_{i}}{2{\sqrt {|\Re [Z_{i}]|}}}}}
où l'exposant * représente le complexe conjugué. {\displaystyle Z_{i}} correspond à une impédance de référence choisie de façon arbitraire. Généralement, on admet que l'impédance de référence est la même pour tous les ports du réseau (par exemple l'impédance caractéristique de la ligne, {\displaystyle Z_{0}}, qui est positive et réelle) et on utilise alors les relations :
{\displaystyle a_{i}={\frac {V_{i}+Z_{0}I_{i}}{2{\sqrt {Z_{0}}}}}\;\;\;\;\;\;\;\;b_{i}={\frac {V_{i}-Z_{0}I_{i}}{2{\sqrt {Z_{0}}}}}}
Remarques :
- {\displaystyle S_{ii}} correspond au coefficient de réflexion mesuré sur le port i lorsque tous les autres ports sont terminés par des charges adaptées.
- {\displaystyle S_{ij}} correspond au coefficient de transmission entre le port i et le port j lorsque tous les autres ports sont terminés par des charges adaptées.
- Le signe - (moins) dans les relations exprimant les ondes réfléchies {\displaystyle b_{i}} provient de la convention de signe utilisée pour le courant. Le courant provenant de la sortie "rentre" dans le réseau : il est donc du signe opposé au courant "entrant" dans le réseau.

### Exemple: matrice S d'unquadripôle

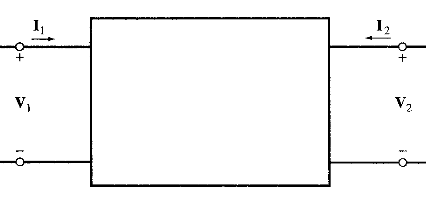
Un quadripôle

L'utilisation la plus fréquente des paramètres S concerne les quadripôles, comme par exemple des amplificateurs. Dans cette situation, les relations entre les ondes incidentes, réfléchies et transmises sont décrites par la relation :
{\displaystyle {\begin{pmatrix}b_{1}\\b_{2}\end{pmatrix}}={\begin{pmatrix}S_{11}&S_{12}\\S_{21}&S_{22}\end{pmatrix}}{\begin{pmatrix}a_{1}\\a_{2}\end{pmatrix}}\,}
soit :
{\displaystyle {\begin{cases}b_{1}=S_{11}a_{1}+S_{12}a_{2}\\b_{2}=S_{21}a_{1}+S_{22}a_{2}\end{cases}}}
Les ondes a et b sont mesurées à partir des tensions incidentes {\displaystyle V_{i}} et réfléchies {\displaystyle V_{r}} sur chaque port par :
{\displaystyle {\begin{aligned}a_{1}={\frac {V_{i1}}{\sqrt {Z_{0}}}}={\frac {V_{1}+Z_{0}I_{1}}{2{\sqrt {Z_{0}}}}}\;\;\;&\;\;\;a_{2}={\frac {V_{i2}}{\sqrt {Z_{0}}}}={\frac {V_{2}+Z_{0}I_{2}}{2{\sqrt {Z_{0}}}}}\\b_{1}={\frac {V_{r1}}{\sqrt {Z_{0}}}}={\frac {V_{1}-Z_{0}I_{1}}{2{\sqrt {Z_{0}}}}}\;\;\;&\;\;\;b_{2}={\frac {V_{r2}}{\sqrt {Z_{0}}}}={\frac {V_{2}-Z_{0}I_{2}}{2{\sqrt {Z_{0}}}}}\\\end{aligned}}}
où {\displaystyle Z_{0}} correspond à l'impédance caractéristique des lignes. Les paramètres S représentent alors physiquement :
- {\displaystyle S_{11}} : coefficient de réflexion à l'entrée lorsque la sortie est adaptée ;
- {\displaystyle S_{12}} : coefficient de transmission inverse lorsque l'entrée est adaptée ;
- {\displaystyle S_{21}} : coefficient de transmission direct lorsque la sortie est adaptée ;
- {\displaystyle S_{22}} : coefficient de réflexion à la sortie lorsque l'entrée est adaptée.

### Réseaux réciproques
Un multipôle passif contenant des milieux isotropes est réciproque, c'est-à-dire que sa matrice S est symétrique :
{\displaystyle S=S^{T}}
ou {\displaystyle S_{ij}=S_{ji}}.

### Réseaux sans pertes
Un multipôle passif sans pertes a une matrice S unitaire, c'est-à-dire telle que :
{\displaystyle (S^{*})^{T}S=1} et {\displaystyle S^{T}S^{*}=1}